# Список астероїдів (29201—29300)
| Назва                            | Тимчасове позначення | Дата відкриття   | Місце відкриття                 | Відкривач                        |
| -------------------------------- | -------------------- | ---------------- | ------------------------------- | -------------------------------- |
| (29201) 1991 GO4                 | 1991 GO4             | 8 квітня 1991    | Обсерваторія Ла-Сілья           | Ерік Вальтер Ельст               |
| (29202) 1991 GH8                 | 1991 GH8             | 8 квітня 1991    | Обсерваторія Ла-Сілья           | Ерік Вальтер Ельст               |
| 29203 Шнітґер (Schnitger)        | 1991 GS10            | 9 квітня 1991    | Обсерваторія Карла Шварцшильда  | Ф. Бернґен                       |
| 29204 Ладегаст (Ladegast)        | 1991 GB11            | 11 квітня 1991   | Обсерваторія Карла Шварцшильда  | Ф. Бернґен                       |
| (29205) 1991 NM6                 | 1991 NM6             | 11 липня 1991    | Обсерваторія Ла-Сілья           | Анрі Дебеонь                     |
| (29206) 1991 PX10                | 1991 PX10            | 7 серпня 1991    | Паломарська обсерваторія        | Генрі Гольт                      |
| (29207) 1991 RG2                 | 1991 RG2             | 6 вересня 1991   | Обсерваторія Верхнього Провансу | Ерік Вальтер Ельст               |
| 29208 Галоренц (Halorentz)       | 1991 RT2             | 9 вересня 1991   | Обсерваторія Карла Шварцшильда  | Ф. Бернґен, Лутц Шмадель         |
| (29209) 1991 RV7                 | 1991 RV7             | 12 вересня 1991  | Паломарська обсерваторія        | Генрі Гольт                      |
| (29210) 1991 RB12                | 1991 RB12            | 4 вересня 1991   | Обсерваторія Ла-Сілья           | Ерік Вальтер Ельст               |
| (29211) 1991 RY15                | 1991 RY15            | 15 вересня 1991  | Паломарська обсерваторія        | Генрі Гольт                      |
| 29212 Зееман (Zeeman)            | 1991 RA41            | 10 вересня 1991  | Обсерваторія Карла Шварцшильда  | Ф. Бернґен                       |
| (29213) 1991 SJ                  | 1991 SJ              | 29 вересня 1991  | Обсерваторія Сайдинг-Спрінг     | Роберт Макнот                    |
| 29214 Apitzsch                   | 1991 TL6             | 2 жовтня 1991    | Обсерваторія Карла Шварцшильда  | Лутц Шмадель, Ф. Бернґен         |
| (29215) 1991 UE                  | 1991 UE              | 18 жовтня 1991   | Обсерваторія Кушіро             | Сейджі Уеда, Хіроші Канеда       |
| (29216) 1991 VX5                 | 1991 VX5             | 2 листопада 1991 | Обсерваторія Ла-Сілья           | Ерік Вальтер Ельст               |
| (29217) 1991 VV12                | 1991 VV12            | 4 листопада 1991 | Обсерваторія Кушіро             | Сейджі Уеда, Хіроші Канеда       |
| (29218) 1992 AY                  | 1992 AY              | 4 січня 1992     | Окутама                         | Цуному Хіокі, Шудзі Хаякава      |
| (29219) 1992 BJ                  | 1992 BJ              | 24 січня 1992    | Обсерваторія Кушіро             | Сейджі Уеда, Хіроші Канеда       |
| (29220) 1992 BC2                 | 1992 BC2             | 30 січня 1992    | Обсерваторія Ла-Сілья           | Ерік Вальтер Ельст               |
| (29221) 1992 BW3                 | 1992 BW3             | 28 січня 1992    | Обсерваторія Кітт-Пік           | Spacewatch                       |
| (29222) 1992 BU4                 | 1992 BU4             | 29 січня 1992    | Обсерваторія Кітт-Пік           | Spacewatch                       |
| (29223) 1992 DW2                 | 1992 DW2             | 23 лютого 1992   | Обсерваторія Кітт-Пік           | Spacewatch                       |
| (29224) 1992 DD7                 | 1992 DD7             | 29 лютого 1992   | Обсерваторія Ла-Сілья           | UESAC                            |
| (29225) 1992 DW7                 | 1992 DW7             | 29 лютого 1992   | Обсерваторія Ла-Сілья           | UESAC                            |
| (29226) 1992 DH8                 | 1992 DH8             | 29 лютого 1992   | Обсерваторія Ла-Сілья           | UESAC                            |
| 29227 Вегенер (Wegener)          | 1992 DY13            | 29 лютого 1992   | Обсерваторія Карла Шварцшильда  | Ф. Бернґен                       |
| (29228) 1992 EC                  | 1992 EC              | 2 березня 1992   | Обсерваторія Кушіро             | Сейджі Уеда, Хіроші Канеда       |
| (29229) 1992 EE1                 | 1992 EE1             | 10 березня 1992  | Обсерваторія Дінік              | Ацуші Суґіе                      |
| (29230) 1992 ED4                 | 1992 ED4             | 1 березня 1992   | Обсерваторія Ла-Сілья           | UESAC                            |
| (29231) 1992 EG4                 | 1992 EG4             | 1 березня 1992   | Обсерваторія Ла-Сілья           | UESAC                            |
| (29232) 1992 EH4                 | 1992 EH4             | 1 березня 1992   | Обсерваторія Ла-Сілья           | UESAC                            |
| (29233) 1992 EP6                 | 1992 EP6             | 1 березня 1992   | Обсерваторія Ла-Сілья           | UESAC                            |
| (29234) 1992 EC7                 | 1992 EC7             | 1 березня 1992   | Обсерваторія Ла-Сілья           | UESAC                            |
| (29235) 1992 EU13                | 1992 EU13            | 2 березня 1992   | Обсерваторія Ла-Сілья           | UESAC                            |
| (29236) 1992 EB14                | 1992 EB14            | 2 березня 1992   | Обсерваторія Ла-Сілья           | UESAC                            |
| (29237) 1992 EG14                | 1992 EG14            | 2 березня 1992   | Обсерваторія Ла-Сілья           | UESAC                            |
| (29238) 1992 EE17                | 1992 EE17            | 1 березня 1992   | Обсерваторія Ла-Сілья           | UESAC                            |
| (29239) 1992 EJ17                | 1992 EJ17            | 2 березня 1992   | Обсерваторія Ла-Сілья           | UESAC                            |
| (29240) 1992 GE3                 | 1992 GE3             | 4 квітня 1992    | Обсерваторія Ла-Сілья           | Ерік Вальтер Ельст               |
| (29241) 1992 GA5                 | 1992 GA5             | 4 квітня 1992    | Обсерваторія Ла-Сілья           | Ерік Вальтер Ельст               |
| (29242) 1992 HB4                 | 1992 HB4             | 23 квітня 1992   | Обсерваторія Ла-Сілья           | Ерік Вальтер Ельст               |
| (29243) 1992 JC1                 | 1992 JC1             | 3 травня 1992    | Обсерваторія Кітт-Пік           | Spacewatch                       |
| 29244 Ван Дамм (Van Damme)       | 1992 OV1             | 26 липня 1992    | Обсерваторія Ла-Сілья           | Ерік Вальтер Ельст               |
| (29245) 1992 PZ                  | 1992 PZ              | 8 серпня 1992    | Коссоль                         | Ерік Вальтер Ельст               |
| 29246 Клаузіус (Clausius)        | 1992 RV              | 2 вересня 1992   | Обсерваторія Карла Шварцшильда  | Ф. Бернґен, Лутц Шмадель         |
| (29247) 1992 RC4                 | 1992 RC4             | 2 вересня 1992   | Обсерваторія Ла-Сілья           | Ерік Вальтер Ельст               |
| (29248) 1992 SB10                | 1992 SB10            | 27 вересня 1992  | Обсерваторія Кітт-Пік           | Spacewatch                       |
| 29249 Hiraizumi                  | 1992 SN12            | 26 вересня 1992  | Обсерваторія Ґейсей             | Тсутому Секі                     |
| 29250 Helmutmoritz               | 1992 SO17            | 24 вересня 1992  | Обсерваторія Карла Шварцшильда  | Лутц Шмадель, Ф. Бернґен         |
| (29251) 1992 UH4                 | 1992 UH4             | 26 жовтня 1992   | Обсерваторія Кітамі             | Кін Ендате, Кадзуро Ватанабе     |
| 29252 Konjikido                  | 1993 BY2             | 25 січня 1993    | Обсерваторія Ґейсей             | Тсутому Секі                     |
| (29253) 1993 DN                  | 1993 DN              | 21 лютого 1993   | Обсерваторія Кушіро             | Сейджі Уеда, Хіроші Канеда       |
| (29254) 1993 FR1                 | 1993 FR1             | 25 березня 1993  | Обсерваторія Кушіро             | Сейджі Уеда, Хіроші Канеда       |
| (29255) 1993 FF4                 | 1993 FF4             | 17 березня 1993  | Обсерваторія Ла-Сілья           | UESAC                            |
| (29256) 1993 FC7                 | 1993 FC7             | 17 березня 1993  | Обсерваторія Ла-Сілья           | UESAC                            |
| (29257) 1993 FK10                | 1993 FK10            | 17 березня 1993  | Обсерваторія Ла-Сілья           | UESAC                            |
| (29258) 1993 FX11                | 1993 FX11            | 17 березня 1993  | Обсерваторія Ла-Сілья           | UESAC                            |
| (29259) 1993 FZ11                | 1993 FZ11            | 17 березня 1993  | Обсерваторія Ла-Сілья           | UESAC                            |
| (29260) 1993 FG12                | 1993 FG12            | 17 березня 1993  | Обсерваторія Ла-Сілья           | UESAC                            |
| (29261) 1993 FS13                | 1993 FS13            | 17 березня 1993  | Обсерваторія Ла-Сілья           | UESAC                            |
| (29262) 1993 FP14                | 1993 FP14            | 17 березня 1993  | Обсерваторія Ла-Сілья           | UESAC                            |
| (29263) 1993 FY14                | 1993 FY14            | 17 березня 1993  | Обсерваторія Ла-Сілья           | UESAC                            |
| (29264) 1993 FR17                | 1993 FR17            | 17 березня 1993  | Обсерваторія Ла-Сілья           | UESAC                            |
| (29265) 1993 FV18                | 1993 FV18            | 17 березня 1993  | Обсерваторія Ла-Сілья           | UESAC                            |
| (29266) 1993 FA20                | 1993 FA20            | 17 березня 1993  | Обсерваторія Ла-Сілья           | UESAC                            |
| (29267) 1993 FD22                | 1993 FD22            | 21 березня 1993  | Обсерваторія Ла-Сілья           | UESAC                            |
| (29268) 1993 FY22                | 1993 FY22            | 21 березня 1993  | Обсерваторія Ла-Сілья           | UESAC                            |
| (29269) 1993 FD25                | 1993 FD25            | 21 березня 1993  | Обсерваторія Ла-Сілья           | UESAC                            |
| (29270) 1993 FF28                | 1993 FF28            | 21 березня 1993  | Обсерваторія Ла-Сілья           | UESAC                            |
| (29271) 1993 FF31                | 1993 FF31            | 19 березня 1993  | Обсерваторія Ла-Сілья           | UESAC                            |
| (29272) 1993 FO31                | 1993 FO31            | 19 березня 1993  | Обсерваторія Ла-Сілья           | UESAC                            |
| (29273) 1993 FO32                | 1993 FO32            | 21 березня 1993  | Обсерваторія Ла-Сілья           | UESAC                            |
| (29274) 1993 FK33                | 1993 FK33            | 19 березня 1993  | Обсерваторія Ла-Сілья           | UESAC                            |
| (29275) 1993 FM33                | 1993 FM33            | 19 березня 1993  | Обсерваторія Ла-Сілья           | UESAC                            |
| (29276) 1993 FO33                | 1993 FO33            | 19 березня 1993  | Обсерваторія Ла-Сілья           | UESAC                            |
| (29277) 1993 FB34                | 1993 FB34            | 19 березня 1993  | Обсерваторія Ла-Сілья           | UESAC                            |
| (29278) 1993 FN34                | 1993 FN34            | 17 березня 1993  | Обсерваторія Ла-Сілья           | UESAC                            |
| (29279) 1993 FC35                | 1993 FC35            | 19 березня 1993  | Обсерваторія Ла-Сілья           | UESAC                            |
| (29280) 1993 FD36                | 1993 FD36            | 19 березня 1993  | Обсерваторія Ла-Сілья           | UESAC                            |
| (29281) 1993 FJ38                | 1993 FJ38            | 19 березня 1993  | Обсерваторія Ла-Сілья           | UESAC                            |
| (29282) 1993 FM39                | 1993 FM39            | 19 березня 1993  | Обсерваторія Ла-Сілья           | UESAC                            |
| (29283) 1993 FD40                | 1993 FD40            | 19 березня 1993  | Обсерваторія Ла-Сілья           | UESAC                            |
| (29284) 1993 FL41                | 1993 FL41            | 19 березня 1993  | Обсерваторія Ла-Сілья           | UESAC                            |
| (29285) 1993 FD42                | 1993 FD42            | 19 березня 1993  | Обсерваторія Ла-Сілья           | UESAC                            |
| (29286) 1993 FA45                | 1993 FA45            | 19 березня 1993  | Обсерваторія Ла-Сілья           | UESAC                            |
| (29287) 1993 FD49                | 1993 FD49            | 19 березня 1993  | Обсерваторія Ла-Сілья           | UESAC                            |
| (29288) 1993 FJ51                | 1993 FJ51            | 19 березня 1993  | Обсерваторія Ла-Сілья           | UESAC                            |
| (29289) 1993 FM62                | 1993 FM62            | 19 березня 1993  | Обсерваторія Ла-Сілья           | UESAC                            |
| (29290) 1993 FF84                | 1993 FF84            | 24 березня 1993  | Обсерваторія Ла-Сілья           | UESAC                            |
| (29291) 1993 JX                  | 1993 JX              | 14 травня 1993   | Обсерваторія Ла-Сілья           | Ерік Вальтер Ельст               |
| 29292 Конніволкер (Conniewalker) | 1993 KZ1             | 24 травня 1993   | Паломарська обсерваторія        | Керолін Шумейкер, Девід Леві     |
| (29293) 1993 OG9                 | 1993 OG9             | 20 липня 1993    | Обсерваторія Ла-Сілья           | Ерік Вальтер Ельст               |
| (29294) 1993 OH9                 | 1993 OH9             | 20 липня 1993    | Обсерваторія Ла-Сілья           | Ерік Вальтер Ельст               |
| (29295) 1993 OC13                | 1993 OC13            | 19 липня 1993    | Обсерваторія Ла-Сілья           | Ерік Вальтер Ельст               |
| (29296) 1993 PY5                 | 1993 PY5             | 15 серпня 1993   | Коссоль                         | Ерік Вальтер Ельст               |
| (29297) 1993 RU7                 | 1993 RU7             | 15 вересня 1993  | Обсерваторія Ла-Сілья           | Ерік Вальтер Ельст               |
| (29298) 1993 SA14                | 1993 SA14            | 16 вересня 1993  | Обсерваторія Ла-Сілья           | Анрі Дебеонь, Ерік Вальтер Ельст |
| (29299) 1993 TW1                 | 1993 TW1             | 15 жовтня 1993   | Обсерваторія Кітамі             | Кін Ендате, Кадзуро Ватанабе     |
| (29300) 1993 TD25                | 1993 TD25            | 9 жовтня 1993    | Обсерваторія Ла-Сілья           | Ерік Вальтер Ельст               |

| ← Астероїди 20001—30000 → |             |             |             |             |             |             |             |             |             |
| 20001—20100               | 21001—21100 | 22001—22100 | 23001—23100 | 24001—24100 | 25001—25100 | 26001—26100 | 27001—27100 | 28001—28100 | 29001—29100 |
| 20101—20200               | 21101—21200 | 22101—22200 | 23101—23200 | 24101—24200 | 25101—25200 | 26101—26200 | 27101—27200 | 28101—28200 | 29101—29200 |
| 20201—20300               | 21201—21300 | 22201—22300 | 23201—23300 | 24201—24300 | 25201—25300 | 26201—26300 | 27201—27300 | 28201—28300 | 29201—29300 |
| 20301—20400               | 21301—21400 | 22301—22400 | 23301—23400 | 24301—24400 | 25301—25400 | 26301—26400 | 27301—27400 | 28301—28400 | 29301—29400 |
| 20401—20500               | 21401—21500 | 22401—22500 | 23401—23500 | 24401—24500 | 25401—25500 | 26401—26500 | 27401—27500 | 28401—28500 | 29401—29500 |
| 20501—20600               | 21501—21600 | 22501—22600 | 23501—23600 | 24501—24600 | 25501—25600 | 26501—26600 | 27501—27600 | 28501—28600 | 29501—29600 |
| 20601—20700               | 21601—21700 | 22601—22700 | 23601—23700 | 24601—24700 | 25601—25700 | 26601—26700 | 27601—27700 | 28601—28700 | 29601—29700 |
| 20701—20800               | 21701—21800 | 22701—22800 | 23701—23800 | 24701—24800 | 25701—25800 | 26701—26800 | 27701—27800 | 28701—28800 | 29701—29800 |
| 20801—20900               | 21801—21900 | 22801—22900 | 23801—23900 | 24801—24900 | 25801—25900 | 26801—26900 | 27801—27900 | 28801—28900 | 29801—29900 |
| 20901—21000               | 21901—22000 | 22901—23000 | 23901—24000 | 24901—25000 | 25901—26000 | 26901—27000 | 27901—28000 | 28901—29000 | 29901—30000 |